# Ordem da Espada
A Real Ordem da Espada (em sueco:  Kungliga Svärdsorden) é uma ordem de cavalaria da Suécia.
Foi criado pelo rei Frederico I da Suécia em 23 de fevereiro de 1748, em conjunto com a Ordem do Serafim e a Ordem da Estrela Polar.
Concedido a oficiais, e originalmente concebido como um prêmio por bravura e serviço particularmente longo ou útil, ele se tornou um prêmio mais ou menos obrigatório para oficiais militares depois de um certo número de anos de serviço. Havia originalmente três graus, Cavaleiro, Comandante e Comandante de Grã-Cruz, mas estes foram posteriormente multiplicados por divisão em classes.

## Categorias
A Ordem tem cinco classes: 
- Comandante de Grã-Cruz: usando o colar da ordem e uma faixa pelo seu ombro direito, além da placa no lado esquerdo do peito.
- Comandante Classe I: usa a cruz de fita sobre a placa no peito esquerdo.
- Comandante: usa uma cruz em uma fita.
- Cavaleiro Classe I: usa uma cruz em uma fita no lado esquerdo do peito.
- Cavaleiro Classe II: usa uma cruz em uma fita no lado esquerdo do peito.

| Barretes               |                       |            |                        |                        |
| Cavaleiro de II Classe | Cavaleiro de I Classe | Comandante | Comandante de I Classe | Comandante de Grã-Cruz |